# Carlo Agostoni
Carlo Agostoni Faini (* 23. März 1909 in Mailand; † 25. Juni 1972 in Mexiko-Stadt, Mexiko) war ein italienischer Degenfechter.

## Karriere
Carlo Agostoni nahm an drei Olympischen Spielen teil. 1928 wurde er in Amsterdam mit der Mannschaft Olympiasieger, vier Jahre darauf gewann er mit ihr in Los Angeles ebenso Silber wie nochmals 1948 in London. Im Einzel sicherte er sich 1932 die Bronzemedaille. Mit der italienischen Equipe gewann er zudem bei Weltmeisterschaften mehrere Medaillen und wurde 1931 in Wien sowie 1937 in Paris mit ihr Weltmeister. Dreimal wurde er italienischer Meister im Einzel.